# Hội nghị Gestapo – NKVD

Vi la Palace ở Zakopane ngày nay, Trung tâm Gestapo với hầm tra tấn

Hội nghị Gestapo – NKVD là một loạt các buổi gặp gỡ được tổ chức vào cuối 1939 và đầu 1940 mà mục đích là để các lực lượng an ninh Đức và Liên Xô (Gestapo và NKVD) chia sẻ những tin tức về các hoạt động của họ ở Ba Lan. Mặc dù có khác biệt về một số vấn đề, cả Heinrich Himmler và Lavrentiy Beria có cùng chung một mục đích về số mệnh của Ba Lan, và các hội nghị bàn thảo về những dự định cộng tác chung để chiếm đóng quốc gia Ba Lan và cùng chống lại phong trào kháng chiến Ba Lan, do phong trào này đã gây khó khăn cho cả lực lượng chiếm đóng Đức Quốc xã lẫn Liên Xô ở Ba Lan.

## Bối cảnh

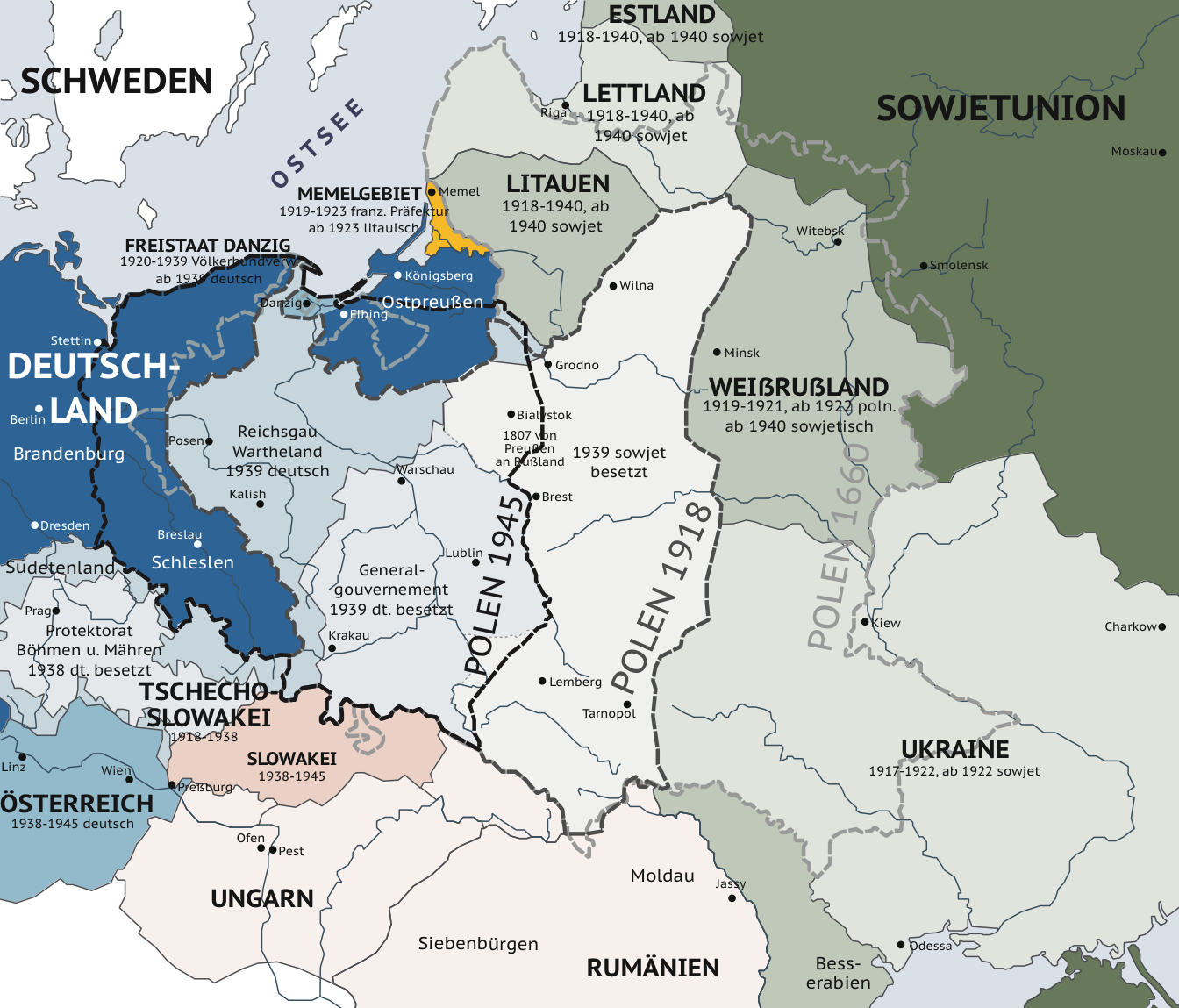
Đông Âu 1939-1940.

Sau khi ký Hiệp ước Xô-Đức vào ngày 23 tháng 8 năm 1939, Đức tấn công Ba Lan (1939) vào ngày 1 tháng 9 và Liên Xô tấn công Ba Lan vào ngày 17 tháng 9 đưa tới việc chiếm đóng chiếm đóng Ba Lan bởi Đức Quốc xã và Liên Xô.

## Hội nghị thứ nhất
Người ta biết rất ít về cuộc họp này. Nó được tường thuật là xảy ra vào ngày 27 tháng 9 năm 1939 tại Brześć nad Bugiem, trong khi một vài đơn vị của quân đội Ba Lan vẫn còn chiến đấu. Cả hai bên đều dự đoán là cuộc kháng chiến của Ba Lan sẽ tiếp tục, và họ thảo luận về những phương cách để đối phó với những hoạt động có thể xảy ra của cuộc kháng chiến này.

## Hội nghị thứ hai
Cuộc hội nghị xảy ra vào cuối tháng 11 năm 1939, có lẽ ở Przemyśl — một thành phố mà giữa tháng 9 năm 1939 và tháng 6 năm 1941 bị phân chia thành khu Đức và khu Liên Xô. Ngoài những cuộc nói chuyện về chuyện chiến đấu chống lại kháng chiến Ba Lan, Liên Xô và Đức thảo luận về cách trao đổi tù nhân chiến tranh Ba Lan. Những cuộc thảo luận về việc chiếm đóng Ba Lan cũng đã bắt đầu. Một số nhà sử gia cho là hội nghị này xảy ra ở Lwów. It is also claimed a meeting was held in December.

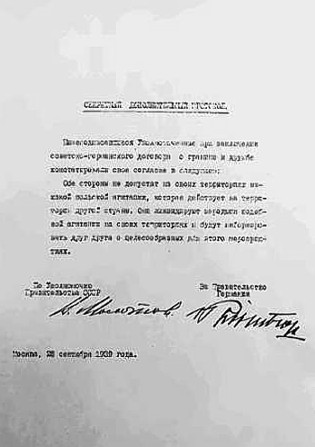
Biên bản mật của hiệp ước biên giới và thân hữu Xô-Đức "Cả hai bên sẽ không để cho phe Ba Lan hoạt động làm ảnh hưởng lãnh thổ của phe bên kia. Họ sẽ dập tắt ngay từ lúc khởi đầu những hoạt động này và loan báo cho nhau về những biện pháp thích hợp để đạt được mục đích."

## Hội nghị thứ ba
Họi nghị này được biết tới nhiều, và xảy ra ở Zakopane, bắt đầu vào ngày 20 tháng 2 năm 1940 tại biệt thự "Pan Tadeusz". Đại diện của bên Đức là Adolf Eichmann và một quan chức có tên Zimmermann. Phái đoàn Liên Xô được dẫn đầu bởi Grigoriy Litvinov và trong số những người khác — Rita Zimmerman.
Theo như nhiều nguồn, một trong những kết quả của hội nghị này là hành động bình định đặc biệt (Ausserordentliche Befriedungsaktion) (xem: German AB Action operation in Poland) của Đức, tiêu diệt những nhà trí thức ở Krakow (Sonderaktion Krakau) và thảm sát Katyn của Liên Xô Trong cuốn sách 1991 Stalin: Breaker of Nations, nhà sử gia Anh Robert Conquest cho biết: "Hàng triệu người vô tội Do thái, Slav, và các dân tộc Âu Châu khác đã phải chịu khủng bố cho đến chết là kết quả của cuộc gỡ của những đầu óc ma quái, đó là một vết nhơ trong lịch sử và sự hoàn hảo của văn minh phương Tây, với tất cả những kỳ vọng nhân đạo". Giáo sư George Watson của Cambridge University kết luận trong bài bình luận Nhắc lại cuộc Holocaust? ("Rehearsal for the Holocaust?") (1981) rằng số phận của các sĩ quan Ba Lan bị giam giữ có lẽ đã được quyết định tại đại hội này. Tuy nhiên, các sử gia khác không cùng quan điểm như vậy, họ chỉ ra là không có bằng chứng tài liệu nào chứng minh cho những hợp tác về vấn đề này, những tài liệu còn tồn tại của Liên Xô cho thấy chuyện này không thể xảy ra. Và cũng hợp lý nếu cho là người Đức không biết gì hết về thảm sát Katyn cho tới khi các xác chết được tìm thấy.